# فولتا لاريوخا 2016
فولتا لاريوخا 2016 (بالإسبانية: Vuelta a La Rioja 2016 )‏ هو سباق دراجات هوائية، وهو الموسم رقم 56 من نفس السباق، وأقيم في 3 أبريل عام 2016، وامتدّ لمسافة 157.4 كيلومتر، وهو أحد سباقات طواف أوروبا للدراجات 2016، وهو من نوع سباق يوم واحد، وقد شارك في السباق 123 متسابقاً، ووصل إلى نهايته 115 متسابقاً.
فاز فيه بالمركز الأول مايكل ماثيوز، وبالمركز الثاني Sergey Shilov (cyclist) ‏، وبالمركز الثالث كارلوس باربيرو، والفائز حسب ترتيب السرعة دييغو ميلان، والفريق الفائز في ترتيب الفرق W52-FC Porto 2016.

## الفرق
| فرق عالمية (2)- موفيستار - Orica-GreenEDGE فرق قارية محترفة (3)- كاجا رورال-سيغوروس 2016 ‏ - تيم نوفو نورديسك ‏ - ONE Pro Cycling ‏ فرق قارية (9)- برجس بي إتش 2016 ‏ - موسم يوسكادي مورياس 2016 ‏ - Inteja Dominican Cycling Team ‏ - Louletano Desportos Clube (cycling) ‏ - فريق مانزانا بوستوبون 2016 ‏ - Massi-Kuwait Project - Rádio Popular–Paredes–Boavista ‏ - Rietumu Banka–Riga ‏ - W52–FC Porto ‏ فرق وطنية (2)- فريق إسبانيا لركوب الدراجات للرجال 2016 ‏ - فريق روسيا لركوب الدراجات 2016 ‏ |  |
| |  |

## وصلات خارجية
- الموقع الرسمي
- فولتا لاريوخا 2016 على موقع إحصائيات الدراجات الإحترافية (الإنجليزية)